# Amandine Henry
Amandine Chantal Henry (Lille, 1989. szeptember 28. –) francia női labdarúgó. Jelenleg a francia bajnokságban érdekelt Olympique Lyon csapatának középpályása.

## Pályafutása

### Klubcsapatokban
Szülővárosában az OSM Lomme, majd a lambersarti Iris Club csapatainál képezte magát 11 éves korától.

#### Hénin-Beaumont/CNFE Clairefontaine
2004-ben az FCF Hénin-Beaumont  együttesénél húsz meccsen 11 gólt szerzett az első osztályban, majd a CNFE Clairefontaine edzőközpontjában két remek szezonját követően került az Olympique Lyon keretéhez.

#### Olympique Lyon
Első idényében bajnoki címet szerzett és bemutatkozhatott a Bajnokok Ligájában. Soron lévő két évében porcátültetése miatt kevesebb játéklehetőség jutott számára, de sérülését követően csapatával a bajnoki cím és a francia kupagyőzelem mellé BL ezüstérmet is szerzett.
2010 és 2012 között triplázott társaival és 2 bajnokságot, 2 kupát és 2 BL-győzelmet szerzett a lyoniakkal. Az OL hazai dominanciáját ekkor vette fel és Amandine 64 mérkőzésen 15 góljával fontos szerepet vállalt együttese sikereiben. 2015-től egyéni- és csapata kiemelkedő eredményeit az európai szintéren is kamatoztatta és BL-győzelmei számát is megsokszorozta.

## Sikerei

### Klubcsapatokban
Francia bajnok (9):
- Olympique Lyon (12): 2007–08, 2008–09, 2009–10, 2011–12, 2012–13, 2013–14, 2014–15, 2015–16, 2017–18, 2018–19, 2019–20

 Francia kupagyőztes (7):
- Olympique Lyon (7): 2012, 2013, 2014, 2015, 2016, 2019, 2020

 Észak-amerikai bajnok (1):
- Portland Thorns (1): 2017

Bajnokok Ligája győztes (6):
- Olympique Lyon (6): 2010–11, 2011–12, 2015–16, 2017–18, 2018–19, 2019-20

Klubvilágbajnok:
- Olympique Lyon: 2012[4]

Nemzetközi Bajnokok Kupája győztes:
- Olympique Lyon: 2019[5]

### Válogatottban
Franciaország
- U19-es Európa-bajnoki ezüstérmes (1): 2006
- Ciprus-kupa győztes (2): 2012, 2014
- SheBelieves-kupa győztes (1): 2017

## Statisztikái

### Klubcsapatokban
| Klub             | Szezon           | Bajnokság | Bajnokság | Kupa  | Kupa | Nemzetközi | Nemzetközi | Összes | Összes |
| Klub             | Szezon           | Mérk.     | Gól       | Mérk. | Gól  | Mérk.      | Gól        | Mérk.  | Gól    |
| ---------------- | ---------------- | --------- | --------- | ----- | ---- | ---------- | ---------- | ------ | ------ |
| Hénin-Beaumont   | 2004–05          | 20        | 11        | 0     | 0    | —          | —          | 20     | 11     |
| Hénin-Beaumont   | Összesen         | 20        | 11        | 0     | 0    | —          | —          | 20     | 11     |
| Clairefontaine   | 2005–06          | 16        | 11        | —     | —    | —          | —          | 16     | 11     |
| Clairefontaine   | 2006–07          | 16        | 11        | —     | —    | —          | —          | 16     | 11     |
| Clairefontaine   | Összesen         | 32        | 22        | —     | —    | —          | —          | 32     | 22     |
| Olympique Lyon   | 2007–08          | 4         | 0         | 0     | 0    | 2          | 1          | 6      | 1      |
| Olympique Lyon   | 2008–09          | 7         | 1         | 4     | 1    | 1          | 0          | 12     | 2      |
| Olympique Lyon   | 2009–10          | 10        | 2         | 3     | 1    | 6          | 0          | 19     | 3      |
| Olympique Lyon   | 2010–11          | 18        | 5         | 3     | 1    | 9          | 0          | 30     | 6      |
| Olympique Lyon   | 2011–12          | 21        | 8         | 6     | 0    | 7          | 1          | 34     | 9      |
| Olympique Lyon   | 2012–13          | 20        | 5         | 5     | 4    | 8          | 3          | 33     | 12     |
| Olympique Lyon   | 2013–14          | 20        | 3         | 3     | 1    | 3          | 0          | 26     | 4      |
| Olympique Lyon   | 2014–15          | 19        | 1         | 5     | 1    | 4          | 0          | 28     | 2      |
| Olympique Lyon   | 2015–16          | 13        | 6         | 1     | 0    | 5          | 0          | 19     | 6      |
| Olympique Lyon   | Összesen         | 132       | 31        | 30    | 9    | 45         | 5          | 207    | 45     |
| Portland Thorns  | 2016             | 9         | 0         | —     | —    | —          | —          | 9      | 0      |
| Portland Thorns  | Összesen         | 10        | 0         | —     | —    | —          | —          | 10     | 0      |
| Paris SG         | 2016–17          | 4         | 1         | 2     | 2    | —          | —          | 6      | 3      |
| Paris SG         | Összesen         | 4         | 1         | 2     | 2    | —          | —          | 6      | 3      |
| Portland Thorns  | 2017             | 23        | 4         | —     | —    | —          | —          | 23     | 4      |
| Portland Thorns  | Összesen         | 23        | 4         | —     | —    | —          | —          | 23     | 4      |
| Olympique Lyon   | 2017–18          | 7         | 3         | 4     | 1    | 5          | 1          | 16     | 5      |
| Olympique Lyon   | 2018–19          | 18        | 4         | 5     | 2    | 8          | 2          | 31     | 8      |
| Olympique Lyon   | 2019–20          | 15        | 4         | 4     | 0    | 2          | 1          | 13     | 5      |
| Olympique Lyon   | Összesen         | 40        | 11        | 14    | 3    | 15         | 4          | 69     | 18     |
| Karrier összesen | Karrier összesen | 261       | 80        | 46    | 14   | 60         | 9          | 367    | 103    |

### A válogatottban
| Válogatott    | Év       | Összes | Összes |
| Válogatott    | Év       | Mérk.  | Gól    |
| ------------- | -------- | ------ | ------ |
| Franciaország | 2009     | 6      | 0      |
| Franciaország | 2010     | 6      | 1      |
| Franciaország | 2011     | 0      | 0      |
| Franciaország | 2012     | 0      | 0      |
| Franciaország | 2013     | 7      | 1      |
| Franciaország | 2014     | 13     | 1      |
| Franciaország | 2015     | 16     | 3      |
| Franciaország | 2016     | 8      | 0      |
| Franciaország | 2017     | 13     | 3      |
| Franciaország | 2018     | 9      | 2      |
| Franciaország | 2019     | 10     | 2      |
| Franciaország | 2020     | 3      | 0      |
| Összesen      | Összesen | 92     | 13     |

| Franciaország színeiben szerzett góljai | Franciaország színeiben szerzett góljai | Franciaország színeiben szerzett góljai      | Franciaország színeiben szerzett góljai | Franciaország színeiben szerzett góljai | Franciaország színeiben szerzett góljai | Franciaország színeiben szerzett góljai |
| --------------------------------------- | --------------------------------------- | -------------------------------------------- | --------------------------------------- | --------------------------------------- | --------------------------------------- | --------------------------------------- |
|                                         |                                         |                                              |                                         |                                         |                                         |                                         |
| Gól                                     | Dátum                                   | Helyszín                                     | Ellenfél                                | Találat                                 | Eredmény                                | Esemény                                 |
| 1                                       | 2010. május 5.                          | Rankhof Stadion, Bázel, Svájc                | Svájc                                   | 0–1                                     | 0–2                                     | Barátságos mérkőzés                     |
| 2                                       | 2013. október 13.                       | Sonnensee Stadion, Ritzing, Ausztria         | Ausztria                                | 0–2                                     | 1–3                                     | 2015-ös vb-selejtező                    |
| 3                                       | 2014- június 20.                        | Rentschler Field, Hartford, Egyesült Államok | Egyesült Államok                        | 1–2                                     | 2–2                                     | Barátságos mérkőzés                     |
| 4                                       | 2015. június 17.                        | Lansdowne Stadion, Ottawa, Kanada            | Mexikó                                  | 0–5                                     | 0–5                                     | 2015-ös világbajnokság                  |
| 5                                       | 2015. szeptember 19.                    | Stade Océane, Le Havre, Franciaország        | Brazília                                | 2–0                                     | 2–1                                     | Barátságos mérkőzés                     |
| 6                                       | 2015. december 1.                       | Kateríni Stadion, Kateríni, Görögország      | Görögország                             | 0–1                                     | 0–3                                     | 2017-es Eb-selejtező                    |
| 7                                       | 2017. július 22.                        | Stadion Galgenwaard, Utrecht, Hollandia      | Ausztria                                | 1–1                                     | 1–1                                     | 2017-es Eb-selejtező                    |
| 8                                       | 2017. október 23.                       | Stade Auguste Delaune, Reims, Franciaország  | Ghána                                   | 2–0                                     | 8–0                                     | Barátságos mérkőzés                     |
| 9                                       | 2017. október 23.                       | Stade Auguste Delaune, Reims, Franciaország  | Ghána                                   | 3–0                                     | 8–0                                     | Barátságos mérkőzés                     |
| 10                                      | 2018. január 20.                        | Stade Vélodrome, Marseille, Franciaország    | Olaszország                             | 1–1                                     | 1–1                                     | Barátságos mérkőzés                     |
| 11                                      | 2018. március 7.                        | Exploria Stadion, Orlando, Egyesült Államok  | Németország                             | 1–0                                     | 3–0                                     | 2018-as SheBelieves-kupa                |
| 12                                      | 2019. június 7.                         | Parc des Princes, Párizs, Franciaország      | Dél-Korea                               | 4–0                                     | 4–0                                     | 2019-es világbajnokság                  |
| 13                                      | 2019. június 23.                        | Stade Océane, Le Havre, Franciaország        | Brazília                                | 2–1                                     | 2–1                                     | 2019-es világbajnokság                  |